# Psilochorus rockefelleri
Psilochorus rockefelleri là một loài nhện trong họ Pholcidae. Loài này được phát hiện ở Hoa Kỳ (inheems) en Canada (exoot).